# Alessandro Carmelo Ruffinoni
Alessandro Ruffinoni, CS (Piazza Brembana, 26 de agosto de 1943) é um bispo católico italiano, bispo emérito de Caxias do Sul.

## Biografia
Nascido na província de Bérgamo, quarto filho de cinco irmãos do casal: Giovanni Ruffinoni e Maria Arrigoni.
Fez seus estudos na Itália, em Rezzato e Cermenate, onde se tornou religioso da Congregação dos Missionários de São Carlos, aos 2 de outubro de 1961, em Crespano del Grappa.

### Padre
Recebeu a ordenação sacerdotal aos 8 de março de 1970 em Bassano del Grappa, na província de Vicenza, e veio para o Brasil em novembro de 1970.
Trabalhou como formador nos Seminários das cidades de Casca, nos anos de 1971 a 1978; e de Guaporé, nos anos de 1979 a 1981. Em 1982 foi transferido para Porto Alegre, no CIBAI, e atuou até 1984 como pároco da Paróquia Nossa Senhora da Pompéia. Em 1984 voltou à formação como animador vocacional, na cidade de Guaporé, até 1987.

### Missionário no Paraguai
Em 1988 deixou o Brasil para iniciar uma nova experiência missionária no Paraguai, na localidade de Ciudad del Este, onde atuou como formador e diretor do Centro Missionero P. Luigi Valtulini. Neste período foi por duas vezes vigário geral da Diocese de Ciudad del Este, em 1992 e em 1998. Em 1999 voltou para o Brasil como superior provincial da província São Pedro, residindo em Porto Alegre até o ano de 2004.
Em 2005 foi destinado para Assunção, onde trabalhou na Arquidiocese como coordenador da Pastoral dos Migrantes, até a nomeação de bispo.

### Episcopado
Em 18 de janeiro de 2006 foi nomeado pelo Papa Bento XVI, como Bispo auxiliar de Porto Alegre, com o título episcopal de Fornos Maior.  Foi sagrado bispo, aos 17 de maio 2006 na Catedral Metropolitana de Porto Alegre; foi o bispo ordenante Dom Dadeus Grings e co-ordenantes: Dom Aloísio Sinésio Bohn, Bispo da Diocese de Santa Cruz do Sul e Dom Redovino Rizzardo, CS, Bispo da Diocese de Dourados.
Como Bispo Auxiliar de Porto Alegre, recebeu o cargo de vigário episcopal do Vicariato de Gravataí, no dia 2 de abril de 2006. No regional Sul-3 da CNBB foi responsável pelas Pastorais Sociais e bispo referencial da Pastoral dos Migrantes, de 2007 a 2011.
Desde maio de 2007 a maio de 2011 foi o bispo responsável a nível nacional na CNBB pela Pastoral dos Brasileiros no Exterior.
Recebeu no dia 10 de dezembro de 2008 a Medalha do Mérito Farroupilha, outorgada pela Assembleia Legislativa do Rio Grande do Sul.
Em agosto de 2009 presidiu as celebrações da Peregrinação Internacional dos Migrantes, no Santuário de Fátima, em Portugal. Visitou também os católicos brasileiros em Boston, nos Estados Unidos. Neste mesmo ano foi nomeado coordenador da Comissão Central do Centenário da criação da Arquidiocese de Porto Alegre.
Em 16 de junho de 2010 o Papa Bento XVI nomeou-o bispo coadjutor da Diocese de Caxias do Sul, também no Rio Grande do Sul. A solenidade de posse foi realizada no dia 8 de agosto desse mesmo ano, na Catedral de Santa Teresa.
No dia 6 de junho de 2011 o Papa Bento XVI aceitou o pedido de renuncia de Dom Paulo Moretto, fazendo suceder diretamente, por ser bispo coadjutor de Caxias do Sul, a Dom Alessandro, tornando-se assim o quarto bispo da Diocese de Caxias do Sul.
Aos 29 de setembro de 2012, Bento XVI o nomeou membro do Pontifício Conselho para a Pastoral dos Migrantes e Itinerantes.
No dia 26 de junho de 2019, o Papa Francisco acolheu seu pedido de renúncia da Diocese de Caxias do Sul, por limite de idade, nomeando para o seu lugar o bispo Dom Frei José Gilson, O.F.M.Cap.,  transferindo-o da Diocese de Erexim. 

## Ordenações episcopais

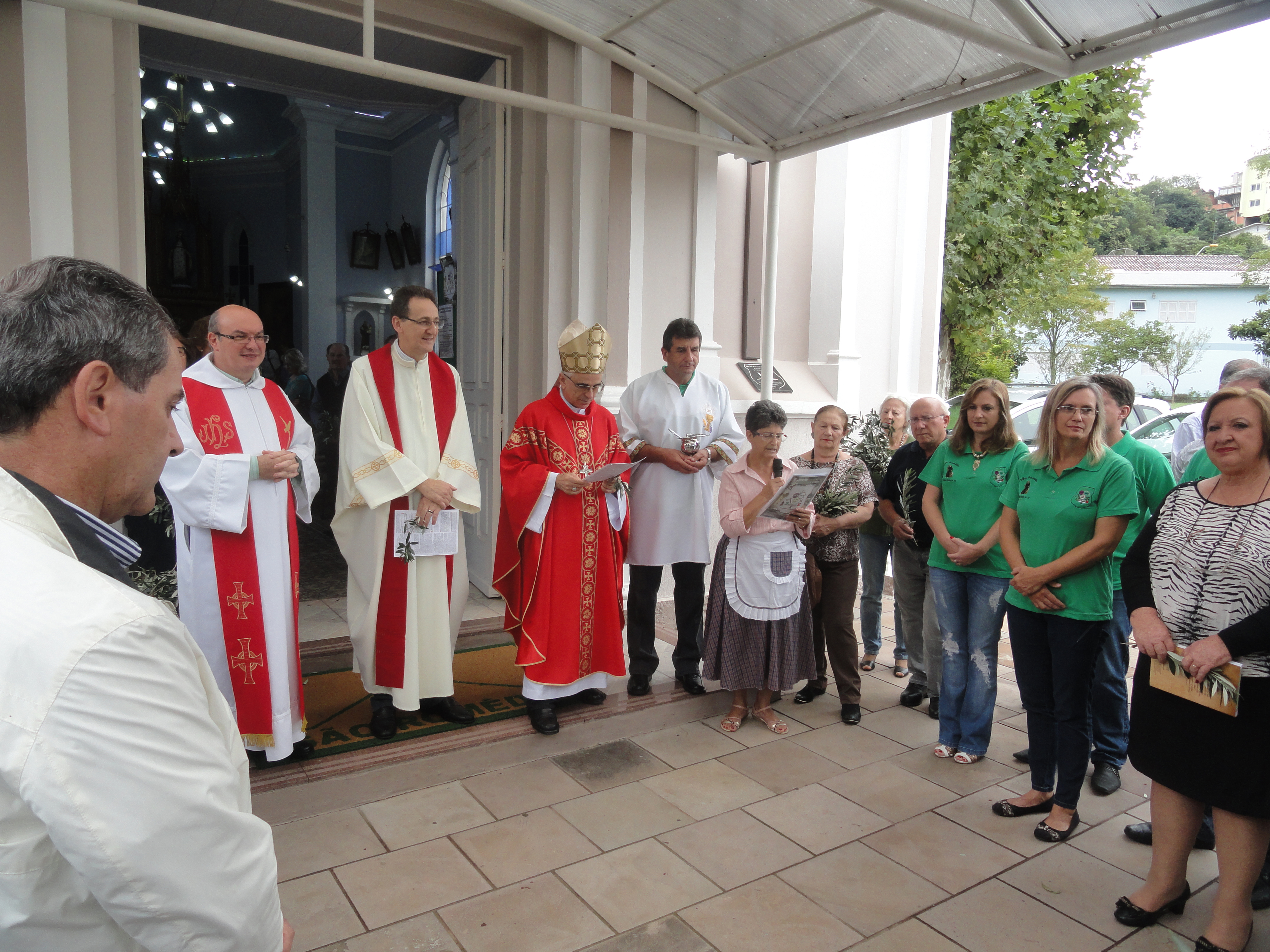
O bispo e auxiliares celebrando a missa comemorativa dos 140 anos da Comunidade de São Romédio.

Dom Alessandro Ruffinoni foi o principal ordenante nas seguintes Ordenações Episcopais:
- Dom Adelar Baruffi
- Dom Vital Corbellini
- Dom Adilson Pedro Busin

Foi co-ordenante de:
- Dom Celmo Lazzari, C.S.I.
- Dom  Irineu Roman, C.S.I.
- Dom Leomar Antônio Brustolin
- Dom Jailton de Oliveira Lino , P.S.D.P.

## Brasão e lema

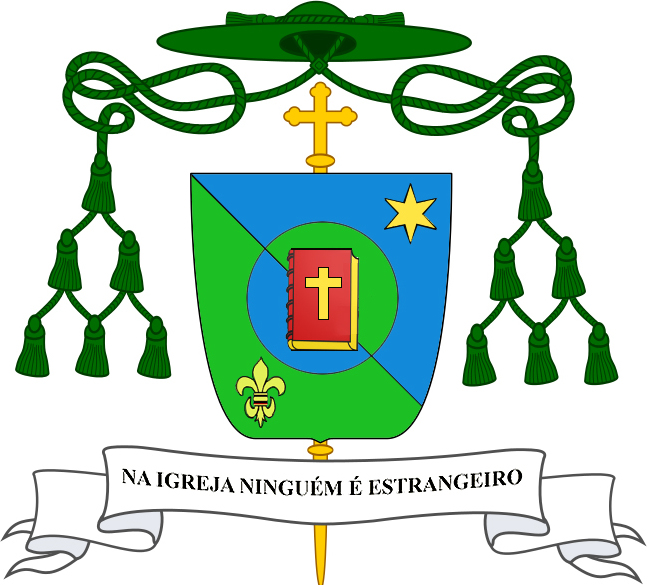
O brasão episcopal.

- Descrição: Escudo eclesiástico fendido: o 1º de sinopla  com uma flor-de-lis cantonada de jalde e o 2º de blau com uma estrela de seis pontas cantonada do mesmo metal; com um círculo entrecambado brocante sobre o fendido, carregado de um livro de goles cosido, com o corte de jalde e uma cruz latina do mesmo metal, na capa. O conjunto pousado sobre uma cruz trevolada de ouro. O todo encimado pelo chapéu eclesiástico com seus cordões em cada flanco, terminados por seis borlas cada um, postas: 1, 2 e 3, tudo de verde, forrado de vermelho. Brocante sobre a ponta da cruz um listel de Argente com o lema NON ALIQUIS IN ECCLESIA HOSPES, em letras de sable .

- Interpretação: O escudo obedece às regras heráldicas para os eclesiásticos. O Campo de sinopla (verde), sendo a cor das montanhas da sua terra de origem, representa: liberdade, abundância, cortesia, amizade e a esperança, que o Bispo deve anunciar ao mundo com o testemunho de sua vida e com a palavra. O campo de blau (azul), sendo a  cor do mar da terra brasileira que acolheu o prelado como missionário scalabriniano, representa o firmamento celeste e ainda o manto de Nossa Senhora, sendo que este esmalte significa: justiça, serenidade, fortaleza, boa fama e nobreza. A flor-de-lis e a estrela indicam a origem bergamasca do bispo e a fé mariana. A flor-de-lis representa  Santo Alexandre de Bérgamo, padroeiro da Diocese de Bérgamo, a Igreja particular de origem do prelado. A Estrela simboliza Maria, cuja devoção é cultivada pelo bispo à Imaculada na pequena Igreja de São Bernardo e à Nossa Senhora das Dores no santuário da “Cultura” (Piazza-Lenna), simboliza ainda o Vicariato de Gravataí, ideal de dedicação e serviço. A flor-de lis e a estrela, sendo de jalde (ouro), traduzem: nobreza, autoridade, premência, generosidade, ardor e descortínio. O círculo representa o globo terrestre e simboliza: a força da vocação que é chamado de Cristo e disponibilidade da pessoa para levar o anúncio por toda a terra; e também a universalidade da Igreja, pois em Cristo, todos os povos se reúnem e estão unidos entre si, em cada parte do mundo, numa referência à Epístola aos Gálatas: “Não há mais diferença entre judeu e grego, entre escravo e livre, entre homem e mulher, pois todos somos um só em Cristo” (Gal. 3,28); e ainda a integração dos povos, considerando que a força do Evangelho supera toda barreira e toda dificuldade humana e social, por que por Cristo, com Cristo e em Cristo está a esperança de um mundo melhor, onde na solidariedade, no respeito recíproco e na acolhida é possível realizar e construir. O livro representa o Evangelho de Nosso Senhor Jesus Cristo, do qual o Bispo deve ser servidor para a esperança do mundo, sendo que seu esmalte, goles (vermelho), representa o fogo da caridade inflamada no coração do bispo, bem como valor e socorro aos necessitados. A cruz e o chapéu representam a dignidade episcopal. O listel tira seu lema do ideal escalabriniano  de acolhida ao migrante, proclamando que “Na Igreja, ninguém é estrangeiro” (NON ALIQUIS IN ECCLESIA HOSPES), sendo que o metal argente (prata) traduz a inocência, a castidade, a pureza e a eloqüência, virtudes essenciais num sacerdote; e o esmalte sable (negro) das letras simboliza: a sabedoria, a ciência, a honestidade, a firmeza e a obediência ao Sucessor de Pedro.